# Arrondissement de Rees
Pour les articles homonymes, voir Rees.
L'arrondissement de Rees est une ancienne subdivision administrative française du département de l'Yssel-Supérieur puis de la Lippe créée le 1er janvier 1811 et supprimée le 11 avril 1814.

## Composition
Il comprenait les cantons de Bocholt, Borken, Emmerich, Rees, Ringenberg et Stadtlohn.